# God Dethroned
God Dethroned is een Nederlandse blackened-deathmetalband.

## Geschiedenis

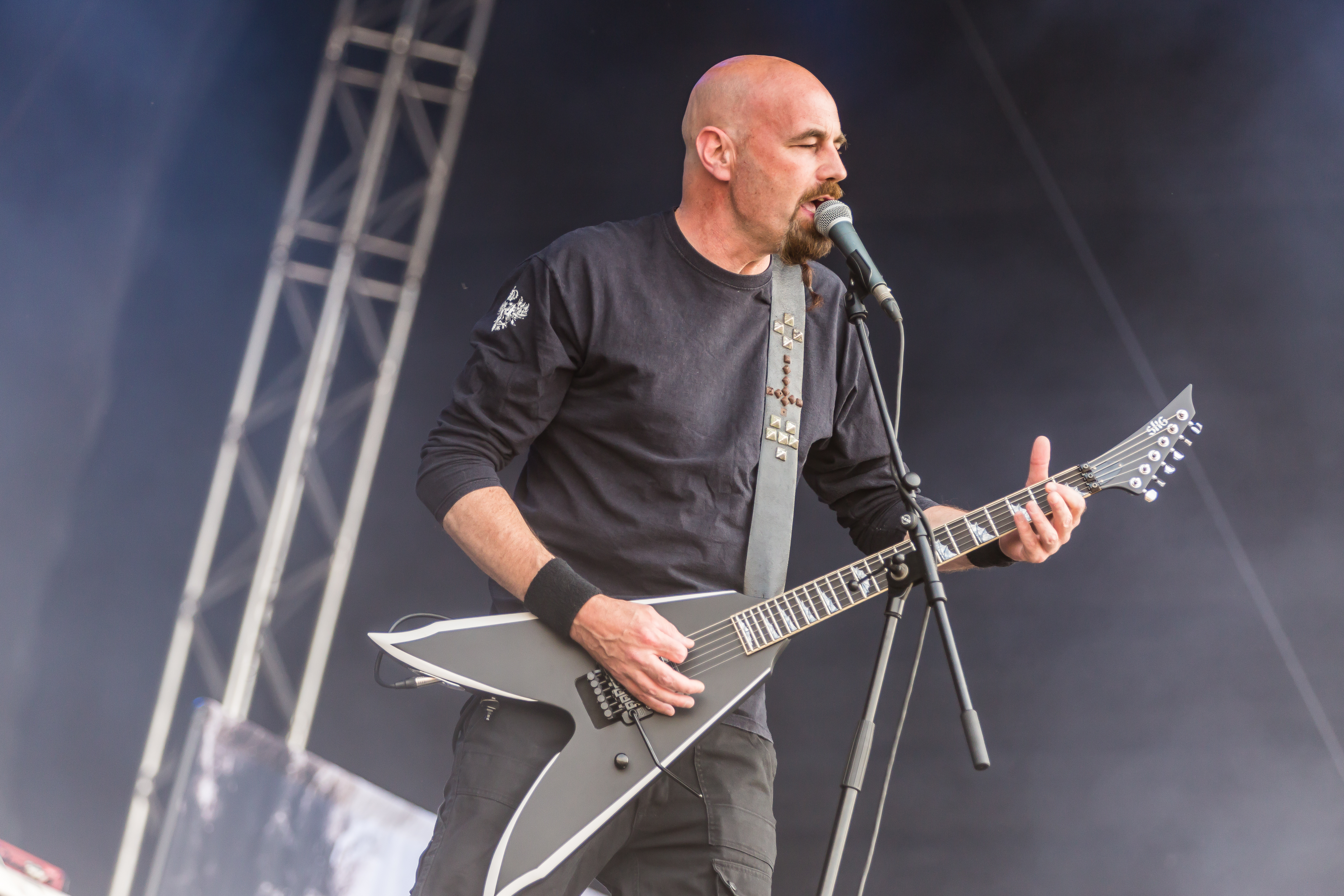
Henry Sattler, Rockharz 2018

De band werd opgericht in 1990 door zanger Henri Sattler. Het debuutalbum The Christhunt verscheen in 1992 bij een klein Duits platenlabel. Vanwege problemen met andere bandleden en met de platenmaatschappij besloot Sattler de band te ontbinden. Hij richtte Ministry of Terror op en bracht in 1994 het album Fall of Life uit. Na een Europese tournee verliet hij die groep en vormde opnieuw God Dethroned. Met nieuwe bandleden en nieuwe nummers nam Sattler met de nieuwe groep The Grand Grimoire op en tekende hij een contract met Metal Blade. Er volgden verschillende succesvolle tournees door Europa, Amerika en Japan.
In 2012 besloot de band het voor gezien te houden. God Dethroned speelde nog voor één keer tijdens de 70000 Tons of Metal cruise. In 2015 volgde echter een terugkeer van de band. De band zou aanvankelijk uit Sattler en Michiel van der Plicht bestaan en live aangevuld worden door diverse gastmuzikanten. Anno 2016 was de band echter weer een volwaardig viertal met Jeroen Pomper en Mike Ferguson binnen de gelederen.
Opmerkelijk was het eerste optreden van de 'comeback', deze vond ook plaats op de 70000 Tons of Metal cruise. Inmiddels heeft God Dethroned alweer talloze shows gegeven, waaronder ook op Graspop Metal Meeting 2016, een van de grotere metalfestivals binnen Europa.
In 2017 werd er een nieuw album uitgebracht: The World Ablaze. Deze afsluiter van het WW1-drieluik bracht de band weer terug op de internationale podia. Zo tourde de band in april 2019 door Europa, samen met Suffocation en Belphegor. Tijdens deze tour nam gitarist Dave Meester het stokje over van Ferguson, en sindsdien is Meester de vaste gitarist.
In 2020 bracht God Dethroned weer een nieuw album uit, de eerste single van dit album, Illuminati, was de titelsong van het album. Ook ging de band uitgebreid op tour. Eerst vond er een Europese tour plaats, samen met het Duitse Obscura, gevolgd door optredens in Zuid-Amerika en tijdens de 70000 Tons of Metal cruise.
In 2022 verscheen God Dethroned als gastleden op het liedje "Human Devastation", wat terug te vinden is op The Alchemy Project, de EP van Epica.
Begin september 2024 kwam het twaalfde album uit, The Judas Paradox, vooraf gegaan door een viertal singles, waaronder de titelsong, en gevolgd door een Europese tour met Batushka, Vltimas en Ater in de herfst.

## Groepsleden
- Henri Sattler (zang en gitaar, 1990-1993 en 1996-2012, 2015-heden)
- Jeroen Pomper (bas, 2015-heden)
- Dave Meester (gitaar 2019-heden)
- Frank Schilperoort - drums (2021-present)

## Oud-leden
- Michiel van der Plicht (drums, 2009-2012 en 2015-2020)
- Mike Ferguson (gitaar 2015-2019)
- Ian Jekelis (gitaar (Amerika), 2011 en 2015)
- Henk 'Henke' Zinger (bas, 2004-2012)
- Danny Tunker (gitaar, 2010-2012)
- Jens van der Valk (gitaar, 1996-2004)
- Beef (bas, 1997-2004)
- Ariën van Weesenbeek (drums, 2001-2008)
- Isaac Delahaye (gitaar, 2004-2008)
- Roel Sanders (drums, 1996-2000 en 2008-2009)
- Susan Gerl (gitaar, 2009-2010)
- Oscar Carre (gitaar, 1992)
- Remco Hulst (bas, 1991-1992)
- Marco Arends (bas, 1992)
- Marcel Beukeveld (bas, 1992-1993, overleden in 2016)
- Ard De Weerd (drums, 1992)
- Tony Laureano (sessie op Ravenous-cd)
- Hans Leegstra (gitaar, 1991-1992)

## Discografie
- Christhunt (1991) - demo
- The Christhunt (1992) (heruitgave 1998) - album
- The Grand Grimoire (1997) - album
- Bloody Blasphemy (1999) - album
- The Ancient Ones (2000) - compilatie
- Ravenous (2001) - album
- Into the Lungs of Hell (2003) - album
- The Lair of the White Worm (2004) - album
- The Toxic Touch (2006) - album
- Passiondale (2009) - album
- Under the Sign of the Iron Cross (2010) - album
- The World Ablaze (2017) - album
- Illuminati (2020) - album
- The Judas Paradox (2024) - album